# Kirsty Dillon
Kirsty Dillon, född 1974 i Portsmouth, Hampshire, England, är en brittisk skådespelare. Hon är utbildad vid Webber Douglas Academy of Dramatic Art och London University. Hon har gjort roller i olika TV-serier och är i Sverige mest känd som DC (Detective Constable) Gail Stephens i Morden i Midsomer.